# Bootle (circonscription britannique)
Pour les articles homonymes, voir Bootle (homonymie).

Bootle dans le Merseyside.

La circonscription de Bootle est une circonscription électorale anglaise située dans le Merseyside et représentée à la Chambre des communes du Parlement britannique.